# Julius Ludwig Ideler
Julius Ludwig Ideler (* 3. September 1809 in Berlin; † 17. Juli 1842 ebenda) war ein Klassischer Philologe, Sprachwissenschaftler und Naturforscher.
Julius Ludwig Ideler war ein Sohn des Astronomen und Philologen Christian Ludwig Ideler (1766–1846). Er besuchte das Französische Gymnasium in Berlin und studierte danach Medizin, Naturwissenschaften und Mathematik in Berlin. 1832 wurde er promoviert und zwei Jahre später habilitiert. Ideler machte sich einen Namen durch die Herausgabe antiker Schriften. Zwischen 1832 und 1856 legt Ideler in drei Bänden eine bis heute anerkannte, deutsche Übersetzung des französischsprachigen Examen critique de l'histoire de la géographie du Nouveau Continent von Alexander von Humboldt unter dem Titel Kritische Untersuchung zur historischen Entwicklung der geographischen Kenntnisse von der neuen Welt vor.
Mit seinen Bemühungen um die Erforschung der koptischen und der ägyptischen Sprache förderte Ideler die Kenntnis dieser Kulturen in Deutschland entscheidend.

## Schriften
- Anleitung zur ebenen und sphärischen Trigonometrie und zur Anwendung der Algebra auf die Geometrie. Original: Traité élémentaire de trigonométrie rectiligne et sphérique et d'application de l'algèbre à la géometrie von Silvestre F. Lacroix. Berlin 1822 (Digitalisat)
- Meteorologia veterum Graecorum et Romanorum  — Prolegomena ad novam Meteorologicorum Aristotelis  — Editionem adornandam. 1832 (Diss.)
- Über den Ursprung der Feuerkugeln und des Nordlichts. 1832 (Digitalisat)
- Untersuchungen über den Hagel. 1833
- Die Sage vom Schuß des Tell. 1836
- Psalterium coptice. 1837
- Sagen und Geschichten. 1839
- Julius Ludovicus Ideler: Physici et Medici Graeci minores. 2 Bände, Berlin 1841/42; Neudruck Amsterdam 1963
- Hermapion sive rudimenta hieroglyphicae veterum Aegyptiorum literaturae. 1841/42